# Agonomalus jordani
Agonomalus jordani és una espècie de peix pertanyent a la família dels agònids.

## Descripció
- Fa 18 cm de llargària màxima (normalment, en fa 11).
- Línia lateral de color negre.[5][6]

## Hàbitat
És un peix marí, demersal i de clima temperat que viu entre 10 i 105 m de fondària.

## Distribució geogràfica
Es troba al Pacífic nord-occidental: des del Japó fins a Sakhalín i el mar del Japó.

## Observacions
És inofensiu per als humans.